# Amelscheid
Amelscheid is een gehucht in Schönberg, deelgemeente van de stad Sankt Vith in de Belgische provincie Luik. Het telt zo'n 120 inwoners.
Amelscheid ligt meer dan een kilometer ten zuidwesten van het dorpscentrum van Schönberg, ruim een halve kilometer van de Duitse grens. Het straatgehucht ligt op de zuidelijke hellingen het dal van de Our.
Deelgemeenten: Crombach · Lommersweiler · Recht · Sankt Vith · Schönberg

Overige kernen: Alfersteg · Amelscheid · Andler · Atzerath · Breitfeld · Eiterbach · Emmels (Nieder-Emmels · Ober-Emmels) · Galhausen · Heuem · Hinderhausen · Hünningen · Mackenbach · Neidingen · Neubrück · Neundorf ·  Rödgen · Rodt · Schlierbach · Setz · Steinebrück · Wallerode · Weppeler · Wiesenbach

Belgische gemeenten · Duitstalige Gemeenschap · Arrondissement Verviers · Luik · Wallonië